# ラジオ寄席
ラジオ寄席（ラジオよせ）は、TBSラジオをキーステーションに全国JRN加盟局ネットでプロ野球シーズンオフ（概ね10月 - 翌年3月）の毎週日曜日に放送されていたラジオ番組である。TBSグループのラジオ番組制作会社であるTBSグロウディア（旧・TBSプロネックス）が制作を担当していた。
TBSラジオと一部のネット局では、秋田銘醸の「美酒爛漫」（びしゅらんまん）名義での一社提供による冠スポンサー番組として『らんまんラジオ寄席』（らんまんラジオよせ）のタイトルで放送されていた（#美酒爛漫提供の有無節も参照）。

## 概要
NHKラジオ第1放送の『真打ち競演』『上方演芸会』と並ぶ、公開録音形式の老舗演芸番組。ラジオの寄席ファンを中心に幅広い世代から人気を博している。放送開始から48年間を放送されていた長寿番組である。
番組放送期間中、「公開録音」と「非公開でのスタジオからの放送」が概ね2週ずつ放送されているが、過去には公開録音の放送回が多かった時期もあった。
番組の司会進行はTBSテレビアナウンサー（2021年度は赤荻歩）が務めているが、ネット局での公開録音では収録担当局のアナウンサーが務めている。

### 公開収録
公開録音の会場はTBS放送センター内のTBSテレビ・Gスタジオ（旧:TBSラジオ 第1スタジオ）や過去には旧TBS社屋1階の「TBSホール」を基本に、美酒爛漫提供である山形、福島を除いた東北地方と新潟県のネット局のお膝元の県民会館や市民会館で行われる。
公開録音時、放送はされないが前座が一席披露している。ネット局地域で収録する公開録音時には、太神楽や奇術等の「見る芸」が観覧者のみに披露されることもある。公開録音の観覧入場券は収録担当局での募集による抽選や、対象地域にある「美酒爛漫を販売する酒店のみ」での配付、秋田銘醸のインターネットの番組ページよりのメールでの募集による抽選となっている。
2016年にTBSラジオWEBサイトが一新されてからは、当番組のページにて「次回予告」という形で収録中の様子を写真で見ることができるようになっている。

### スタジオ収録
公開録音以外のスタジオからの放送では、「懐かしの名人 ○○○○特集」（○○○○は名人の名前）という、江戸落語の物故の名人上手一演者を特集することが多く、存命中の落語家や上方落語、色物を取り上げることは基本的にない。落語演目二席程度と番組中盤に演者のプロフィール紹介や、稀に過去に放送されたTBSラジオの演芸番組から抜粋された「特集」された当人のインタビュー録音を放送することもある。
色物も含む名人上手が亡くなった際には、その芸人を偲んで年末近くに、追悼特集を組むこともあり、ゆかりのゲスト出演者を迎えることもある。
「新春スペシャル」として「懐かしの名人」で、その弟子をゲスト出演者として迎え、師匠との思い出話を交えた放送や、新真打とその師匠、名跡を襲名する落語家とその師匠を迎えてのインタビューを交えた放送等もある。
放送して欲しい「演者」「演目」のリクエストを、ハガキにて随時募集している。

### 歴史
1974年10月に月曜 - 金曜20:00 - 21:00の帯番組枠『ゴールデン・ワイド』木曜日において、『ゴールデン・ワイド ラジオ寄席』として放送開始。
1980年代にはプロ野球開催時期も移動日の月曜日にTBSラジオのみ19:30 - 20:00に放送されていた時期があった。
2010年よりTBSラジオは日曜のプロ野球ナイター中継を廃止したが、「年度前期は休止、後期は放送」は今まで通り継続する。そのため、4月・7月改編期は単発特番枠である『ラジオワールド』（2018〜2020、2022年度）、10月・1月改編期は『ラジオ寄席』となっている。
東日本大震災発生の翌々週である2011年3月20日は同時ネット局にて別番組を放送（後述）。
2019年度は2020年3月8日にTBS放送センターで予定されていた同年度最後の公開収録が新型コロナウィルス感染症拡大に伴い中止となった。以降は非公開放送のみでの構成が続いていたが、2022年1月30日・2月6日放送分（同年1月16日にTBS放送センターで収録）にて公開放送が再開された。
2022年度にはこれまでTBSラジオにて同番組が放送されてきた時間に異なる番組が編成されるほか、スポンサードネット局でもこの番組の放送がなく、『ラジオ寄席』は放送されないことが判明。TBSラジオ側から番組の存続に関する明確なアナウンスはしばらくなされていなかったが、同年10月2日に番組公式Twitterアカウントにて放送終了が発表、10月6日にスポンサーの美酒爛漫のTwitterアカウントとInstagramアカウントから「残念ながら、昨今の状況により」番組終了の告知と感謝の文章（文章は同文、画像は異なる）がアップされた。
これにより2021年度の千秋楽として放送された、盛岡市民文化ホールで2022年2月26日収録・同年3月27日放送分（司会：菊池幸見、口演：おぼん・こぼん、立川真司、橘家文蔵）をもって、『らんまんラジオ寄席』は48年の歴史に幕を下ろした。製作したTBSラジオ発の最終回は、公開収録が同年3月6日放送分（収録日不明。口演：鈴々舎八ゑ馬、桂文治、すず風にゃん子・金魚）、非公開のものも含めれば明くる3月13日に生放送された昭和こいる追悼番組「ありがとう、こいるさん～昭和のいる・こいる特集」が最後となった。最後の案内役となった赤荻は同年4月からBS-TBSの『落語研究会』に出演している。

### 美酒爛漫提供の有無
美酒爛漫がスポンサーにつく『らんまんラジオ寄席』の局とつかない『ラジオ寄席』の局では番組のオープニング・エンディング（オープニング参照）が若干異なり、『ラジオ寄席』では本来CMが流れる時間はローカルスポンサーが付いていない限りはTBSラジオネットワークセールス共通のCMフィラーBGMが流れる（2017年度までは当番組専用の囃子のBGM）。スポンサードネット局でもキー局とネット局ではCM内容が異なったり順番が入れ替えとなる場合もある。また『ラジオ寄席』は他のローカルセールス番組同様自社制作の特番に差し替えとなる場合もある。この違いから番組本編（オープニング・エンディング以外）でのタイトル呼称は「らんまん」を付けず『ラジオ寄席』に固定されている。なお芸人が公演中に「らんまん」と発言した場合、提供地区以外は編集・カットされる。放送内容の順番についても両者で入れ替えられる場合もある。

## 構成

### 公開収録版
NHKラジオ第1放送の『真打ち競演』とほぼ同じ構成となっている。
- 1組目：色物（漫才、コント）（または落語）
- 2組目：色物（漫談、ものまね 等）
- 3組目：落語

真打ち昇進などの話題があったときなどごくまれに、演目後インタビューを行うこともある。

### スタジオ収録版
「名人上手」と呼ばれた故人の江戸落語家を毎回取り上げ、TBSが保有する音源から2席が放送される。オープニングの後、特集する落語家の紹介をして一席目を放送。その落語家の経歴紹介をはさみ、二席目を放送する。
司会は、「おしゃべりはこの辺にしまして」「しばらくお待ちを」など毎回ほぼ同じような言い回しで進行する。年末年始には挨拶があるほか、時間調整のために短くフリートークをする場合もある。

#### オープニング
- 提供地域ではまず開始前（TBSラジオなどは時報の後）にCMを20秒挿入。
- 「秋田の酒、美酒爛漫がお送りする、らんまん・ラジオ寄席」のタイトルコール。美酒爛漫が協賛する地域は上記の文言をすべて放送する。協賛なし・ローカルスポンサーである地域の場合は「らんまん」のところまでを編集で割愛するため、「らんまん」と「ラジオ寄席」の間に予め一呼吸を置いている。局によっては、この文言そのものを割愛してオープニングテーマから放送する場合もある。
- オープニングテーマ、公開録音時はここで観客が拍手
- 「皆さまご機嫌いかがでしょうか（年内最初は、皆さま明けましておめでとうございます）。本当の寄席の笑い、名人芸をお送りする、ラジオ寄席。今週は○○（会場名）からお送りします。しばらくの間、ごゆっくりとおくつろぎ下さい」
- CMを挟んで時節の話を絡めながら「皆様、いかがお過ごしでしょうか。ご案内のTBS（地方の公開録音時は担当局名）アナウンサー、〇〇です。（どうぞよろしく![注 5]）」とパーソナリティの挨拶がある。

#### エンディング
- 「○○からお送りしました、ラジオ寄席。今週は××による漫才（他に「落語」「声帯模写」など。複数出演がある時は2-3題）でお楽しみいただきました。来週は（も）○○からお送りいたします。ご案内はTBS（地方の公開録音時は担当局名）アナウンサー、□□（司会のアナウンサー名）でございました。それではみなさんごきげんよう（年内最後はそれではみなさんよいお年を）…」（非公開の時は「来週は（も）○○からお送りいたします」が割愛される場合もある）
- 「この番組は、秋田の酒、美酒爛漫の提供でお送りいたしました」（この件は美酒爛漫協賛地域のみ。協賛なし・ローカルスポンサーの地域はここを割愛して、ばれ太鼓に直行）
- ばれ太鼓（公開録音時はここで観客が拍手）

## 全国オンエア局一覧
2021年度のネット局。太字の局が美酒爛漫提供の『らんまんラジオ寄席』のオンエア局で、それ以外の局がローカルセールス扱いの『ラジオ寄席』のオンエア局。
TBSラジオにおける日曜のプロ野球ナイター中継撤退以降、多くの地方局はこの時間に関して独自の通年編成へ移行する傾向にあり、また不定期に裏番組として編成される『ボートレースラジオ実況中継』（文化放送）のネットを優先する観点から、それまでローカルセールス扱いでネットしていた局は年を追うごとに撤退。2021年度においてノンスポンサーのエリアでネットするのは信越放送のみとなり、事実上の東北・関東甲信越ブロックネットに縮小している。本番組を『らんまんラジオ寄席』としてネットし、かつ前述の『ボートレースラジオ実況中継』もネットしている局の場合、両番組の時間が重複した場合は本番組の通常放送を優先する。
- TBSラジオ
- IBC岩手放送
- 秋田放送
- 東北放送
- 青森放送 - 2009年度より、爛漫提供は10 - 12月に限定。
- 新潟放送 - 2009年度より、爛漫提供は10 - 12月に限定。
- 信越放送 - 2020年度はネットなし。

### 過去
- 北陸放送 - 2011年度まで。
- 山梨放送、北日本放送、中部日本放送[注 7]、山陽放送[注 8] - 2012年度まで。
- 四国放送[注 9] - 2014年度まで。
- 福井放送[注 10] - 2015年度のみ。2013年〜2014年度はネットなし。
- 山陰放送、高知放送[注 9] - 2015年度まで。
- 山口放送 - 2016年度まで。
- 長崎放送（NBCラジオ佐賀含む）、山形放送 - 2017年度まで。
- 中国放送 - 2018年度まで。

### 放送の休止、振替
2011年3月20日は東日本大震災発生により当番組の放送が休止され、同日20:00から放送の局では代替番組として『宮内鎮雄 音楽の時間』がノンスポンサーで同時ネット、時差ネット局では各局別番組を放送した。
当番組の時間帯にJRN開票特別番組が被った場合、各局の判断で対応は異なる。
- 例：2021年10月31日（第49回衆議院議員総選挙投票日）「三代目襲名記念・二代目古今亭圓菊特集」
  - 新潟放送：同日12:05 - 13:00
  - IBC岩手放送・秋田放送：同日19:00 - 19:55
  - 青森放送：通常通り
  - 東北放送：同日20:05 - 21:00
  - TBSラジオ[注 11]・信越放送：放送なし

## 歴代司会者
TBSテレビアナウンサー
- 大沢悠里（開始 - 1985年頃まで、2020年12月27日放送分「ありがとう、内海桂子さん」にゲスト出演。）
- 浦口直樹（2006年度まで。2007年度 - 2016年度は非公開放送時司会を担当、2020年3月8日公開収録分を放送予定だった3月29日放送分ケーシー高峰特集の途中からゲスト出演。
- 赤荻歩（2007年度 - 2021年度。2017年度以降は非公開放送時司会も兼任）

地方ネット局の番組司会担当アナウンサー
- 東宏典（2004年3月7日新潟放送公開録音）
- 上野泰夫（2004年11月17日秋田放送公開録音）
- 原口太平（2005年3月6日青森放送公開録音、3月27日放送）
- 古池雄（2007年青森放送公開録音）
- 菊池幸見（2011年、2014年、2019年、2022年IBC岩手放送公開録音）
- 井関裕貴（2011年、2016年、2017年、2020年秋田放送公開録音）
- 鮫島大史（2012年青森放送公開録音）
- 佐藤修（2013年東北放送公開録音。2011年よりスポーツ部部長となったが引き続きラジオ寄席の司会を担当していた）
- 守屋周（2014年以降の東北放送公開録音）

## 関連番組
- ビアホール名人会（TBSラジオでサッポロビール協賛の下放送された同様の番組）